# Sylwester Chybowski
Sylwester Chybowski (ur. 26 maja 1923 w Nowej Wsi, zm. 20 lipca 2018 w Warszawie) – polski inżynier chemik i wynalazca. Absolwent studiów magisterskich na Uniwersytecie Warszawskim, które rozpoczął w 1947 roku. Współtwórca powojennego przemysłu chemicznego w Polsce. Wieloletni pracownik Instytutu Przemysłu Organicznego w Warszawie. Były dyrektor techniczny i dyrektor Pionu Środków Pomocniczych tego instytutu. Współtwórca wynalazków z obszaru chemii organicznej. Laureat nagród państwowych za osiągnięcia w zakresie chemii przemysłowej.
Więzień niemieckich nazistowskich obozów koncentracyjnych Dachau i Ravensbrück. Pochowany na warszawskich Powązkach (grób 223/3/14).

## Wybrane wynalazki
- Sposób otrzymywania roztworów elastomerów uretanowych (patent PL160254).
- Sposób otrzymywania żywic poliamino-amido-epichlorohydrynowych (patent PL163503).
- Sposób otrzymywania żywicy poliamino-amido-poliestro-epichlorohydrynowej (patent PL163502).
- Sposób otrzymywania żywicy kationowej termoutwardzalnej (patent PL159415).

## Życie prywatne
Sylwester Chybowski był synem nauczyciela Edwarda Włastibora Chybowskiego i Petroneli zd. Tomczak. Miał czterech braci: Czesława Władysława, Edwarda, Albina i Mieczysława oraz cztery siostry: Jadwigę, Teresę, Leokadię i Irminę. Sylwester Chybowski był dwukrotnie żonaty, w tym z pierwszego związku miał córkę Aleksandrę i syna Zbigniewa.